# Artie Bucco
Arthur "Artie" Bucco, Jr. fiktivni je lik iz HBO-ove televizijske serije Obitelj Soprano kojeg je glumio John Ventimiglia. On je vlasnik restorana i prijatelj iz djetinjstva Tonyja Soprana. Artie se pojavljuje tijekom cijele serije, od prve do predzadnje epizode.

## Životopis
Artie je u braku s Charmaine Bucco s kojom ima troje djece: Chiaru, Melissu i Arthura "Arta" Bucca III. 
Artie je dugogodišnji prijatelj Tonyja Soprana s kojim je pohađao osnovnu i srednju školu. Vlasnik je i glavni kuhar Nuovo Vesuvia, lokalnog otmjenog restorana. Privlači ga posao kojim se bavi Tony, ali uporno biva odbijan jer je evidentno da se u njemu ne bi snašao, odnosno da je nesposoban za nj. S druge strane, njegova je supruga konstantno zabrinuta da se ne spetlja s mafijom.
Iako su Artie i Tony blisko prijatelji, njihov je odnos u nekoliko prilika prilično poremećen. Na kraju prve sezone, Artie od Tonyjeve majke Livije saznaje kako je Tony odgovoran za spaljivanje njegova restorana, Vesuvia. Tonyjev Stric Junior ondje je namjeravao ubiti "Little Pussyja" Malangu, i unatoč nekoliko Tonyjevih ponovljenih zahtjeva, odbio promijeniti mjesto likvidacije jer se ondje osjećao sigurno. Tony ga je, znajući kako će takav događaj odvratiti posjetitelje restorana, odlučio spaliti. Nakon što se ubojstvo ne bi dogodilo u restoranu, Artie bi mogao izvući novac od osiguranja i izgraditi novi Vesuvio. Artie je sagradio veći i još unosniji restoran, Nuovo Vesuvio. Međutim, bio je snažno emocionalno privržen za stari restoran te zapao u depresiju kad je saznao kako je za njegovo uništenje odgovoran upravo njegov prijatelj. Artie na kraju povjeruje Tonyjevim demantiranjima (koja su zapravo i točna jer je Silvio potpalio restoran).
U četvrtoj sezoni, Artie prilazi Ralphu Cifarettu te ga upita može li mu posuditi 50.000 dolara koje bi kao kamatar posudio Jean-Philippeu, bratu svoje nove hostese Francuskinje iz Vesuvia, kojem je bilo potrebno 50.000 dolara kako bi financirao posao. Ralph odbije Artieja objanivši mu kako mu, u slučaju da mu ne uspije vratiti, ne bi smio nauditi zbog njegova bliskog odnosa s Tonyjem. Tony otkriva cijelu priču i biva povrijeđen jer se Artie nije obratio prvo njemu. Tony pristaje posuditi novac Artieju pod relativno velikodušnim uvjetima (1,5-postotnom kamatom), a Artie novac posuđuje novac Francuzu pod strožim uvjetima (7.500 dolara udjela). Jean-Philippe ne vraća novac i Artie ga, pokušavajući vratiti uloženo, posjećuje, ali ovaj ga pretuče. Očajan jer ne može vratiti novac Tonyju, Artie se pokuša ubiti progutavši veliku dozu tableta i alkohola te nazove Tonyja, jecajući, "Volim te i žao mi je što sam te razočarao." Tony je u to vrijeme i sam shrvan jer je netom saznao kako se ubila njegova bivša ljubavnica Gloria Trillo, za što krivi sam sebe. Tony naziva 911, ali se razljuti po dolasku u bolnicu jer Artie ne pokazuje razumijevanje za one koji bi bili pogođeni njegovim samoubojstvom. Tony kaže Artieju kako će na sebe preuzeti Francuzov dug, uključujući kamate, te sam pokupiti novac ako Artie pristane poništi Tonyjev dug od 6.000 dolara u Vesuviu. Artie pristaje, ali sugerira kako je Tony od početka znao kako će se sve odigrati. Dvojac se posvađa i prekida kontakte.
U trećoj epizodi pete sezone, Tony saznaje kako Artie živi u motelu jer je njegova supruga u procesu razvoda dobila pravo na kuću, te mu ponudi da se smjesti u kući njegove majke gdje i sam Tony živi nakon rastave od Carmele. Artie prihvati i dvojica se prijatelja pomiruju. 
U šestoj su se sezoni Artie i Charmaine pomirili. Artie unajmljuje novu mladu hostesu - Martinu, Albanku kojoj je pomogao s procesom useljavanja. Međutim, razbjesni se nakon što ugleda kako suradnik ekipe Soprano Benny Fazio koketira s njom, vjerojatno zato što je Benny oženjen.
Financije restorana pogoršavaju se kad American Express otkazuje svoje usluge jer je nekoliko njihovih kartica korištenih u restoranu korišteno u prijevari. Artie saziva sastanak osoblja. Garderobijerka Sandy mu kasnije kaže kako je primijetila da Martina nosi nove skupe cipele. Nakon što ju je suočio s optužbama, Martina se odmah slomi, priznavši kako je Bennyju prosljeđivala brojeve kartica. Artie se razbjesni i usred noći upada u Bennyjevu kuću. Benny pokuša demantirati svoju upletenost, ali mu Artie ne vjeruje i dvojica se potuku, nakon čega Benny završi u bolnici s teškim ozljedama.
Tony pozove Artieja i ženu mu na svoj brod i održi Artieju lekciju o njegovu ponašanju. Kaže mu kako Benny želi krv. Artie još jednom odbija poslušati savjet, pozivajući se na svoje pravo da ubere plodove svojeg dugogodišnjeg rada. Tony inzistira da Benny večera sa svojom obitelji u Vesuviu kako bi proslavili godišnjicu njegovih roditelja. Artie učini prikrivenu aluziju na Bennyjevu vezu s Martinom ispred obitelji, što Bennyja nagna da umoči Artiejevu ruku u lonac s kipućim umakom od rajčice u kuhinji Vesuvia.
Tony posjeti Vesuvio sa svojom suprugom i punicom te iskoristi priliku kako bi Artieju preporučio dr. Melfi rekavši mu kako se cijeli život sažalijeva. Artie uvrijedi Tonyja rekavši mu da ode u drugi restoran, odnosno da vidi hoće li mu ondje posluživati posebno spremljenu hranu kao što je to on činio otkad je ovaj ranjen. Tony mu odvraća ružnom istinom: nitko ne voli njegove priče usred objeda te da bi više vremena trebao provoditi u kuhinji.

## Vanjske poveznice
- Profil Artieja Bucca na hbo.com
- Artie Bucco u internetskoj bazi filmova IMDb-u